# Copa América i futsal 2015
Copa América i futsal 2015 var ett mästerskap i futsal för sydamerikanska herrlandslag som spelades 23–30 augusti 2015. Mästerskapet var den 22:a i ordningen som man har spelat i Copa América i futsal. Ecuador var värdland för turneringen och matcherna spelades i arenan Complejo Deportivo La California i Portoviejo.
Argentina vann turneringen, följt av Paraguay på en andraplats. Brasilien vann över Colombia i spel om tredjepris.

## Resultat

### Gruppspel

#### Grupp A
| Nr | Lag       | S | V | O | F | GM | IM | MS  | P  |
| -- | --------- | - | - | - | - | -- | -- | --- | -- |
| 1  | Paraguay  | 4 | 3 | 1 | 0 | 20 | 7  | +13 | 10 |
| 2  | Argentina | 4 | 2 | 1 | 1 | 14 | 8  | +6  | 7  |
| 3  | Chile     | 4 | 1 | 1 | 2 | 10 | 13 | −3  | 4  |
| 4  | Peru      | 4 | 1 | 1 | 2 | 7  | 13 | −6  | 4  |
| 5  | Ecuador   | 4 | 0 | 2 | 2 | 5  | 15 | −10 | 2  |

|       | 23 augusti 2015 | Paraguay                                                                     | 5 – 1 | Peru              | Complejo Deportivo La California |            |
| 18:00 | 18:00           | Juan Adrián Salas ?′, ?′ Nicolás Zaffe ?′ Hugo Martínez ?′ Richard Rejala ?′ |       | Martín Herrera ?′ | Portoviejo                       | Portoviejo |
| 18:00 | 18:00           |                                                                              |       |                   | Portoviejo                       | Portoviejo |
| 18:00 | 18:00           |                                                                              |       |                   | Portoviejo                       | Portoviejo |

|       | 23 augusti 2015 | Ecuador                              | 2 – 2 | Chile                                  | Complejo Deportivo La California |            |
| 20:00 | 20:00           | Luis Alcívar 11′ Jimmy Espinales 15′ |       | Milenko Pávez 7′ Christopher Reyes 21′ | Portoviejo                       | Portoviejo |
| 20:00 | 20:00           |                                      |       |                                        | Portoviejo                       | Portoviejo |
| 20:00 | 20:00           |                                      |       |                                        | Portoviejo                       | Portoviejo |

|       | 24 augusti 2015 | Argentina                                                | 4 – 1 | Chile                    | Complejo Deportivo La California |            |
| 17:00 | 17:00           | Lucas Bolo ?′ Santiago Basile ?′, ?′ Alamiro Vaporaki ?′ |       | Juan Antonio Carrasco ?′ | Portoviejo                       | Portoviejo |
| 17:00 | 17:00           |                                                          |       |                          | Portoviejo                       | Portoviejo |
| 17:00 | 17:00           |                                                          |       |                          | Portoviejo                       | Portoviejo |

|       | 24 augusti 2015 | Ecuador             | 1 – 1 | Peru              | Complejo Deportivo La California |            |
| 21:00 | 21:00           | Jimmy Espinales 14′ |       | Jorge Aguilar 25′ | Portoviejo                       | Portoviejo |
| 21:00 | 21:00           |                     |       |                   | Portoviejo                       | Portoviejo |
| 21:00 | 21:00           |                     |       |                   | Portoviejo                       | Portoviejo |

|       | 25 augusti 2015 | Chile                                                                                 | 5 – 2 | Peru                             | Complejo Deportivo La California |            |
| 15:00 | 15:00           | Carlos Arriola ?′ Nilson Concha ?′ Yerko García ?′ Diego Fuentes ?′ Bernardo Araya ?′ |       | Renzo Ramírez ?′ Jorge Yuptun ?′ | Portoviejo                       | Portoviejo |
| 15:00 | 15:00           |                                                                                       |       |                                  | Portoviejo                       | Portoviejo |
| 15:00 | 15:00           |                                                                                       |       |                                  | Portoviejo                       | Portoviejo |

|       | 25 augusti 2015 | Argentina                       | 3 – 3 | Paraguay                      | Complejo Deportivo La California |            |
| 19:00 | 19:00           | Kruger ?′ Basile ?′ Vaporaki ?′ |       | Alcaraz ?′ Salas ?′ Rejala ?′ | Portoviejo                       | Portoviejo |
| 19:00 | 19:00           |                                 |       |                               | Portoviejo                       | Portoviejo |
| 19:00 | 19:00           |                                 |       |                               | Portoviejo                       | Portoviejo |

|       | 26 augusti 2015 | Argentina                         | 2 – 3 | Peru                                   | Complejo Deportivo La California |            |
| 18:00 | 18:00           | Alamiro Vaporaki ?′ Lucas Bolo ?′ |       | Vladimir Falla ?′ Xavier Tavera ?′, ?′ | Portoviejo                       | Portoviejo |
| 18:00 | 18:00           |                                   |       |                                        | Portoviejo                       | Portoviejo |
| 18:00 | 18:00           |                                   |       |                                        | Portoviejo                       | Portoviejo |

|       | 26 augusti 2015 | Ecuador         | 1 – 7 | Paraguay                                                                                   | Complejo Deportivo La California |            |
| 20:00 | 20:00           | Luis Alcívar ?′ |       | Juan Adrián Salas ?′, ?′, ?′, ?′ René Villalba ?′ Gabriel Giménez ?′ Francisco Martínez ?′ | Portoviejo                       | Portoviejo |
| 20:00 | 20:00           |                 |       |                                                                                            | Portoviejo                       | Portoviejo |
| 20:00 | 20:00           |                 |       |                                                                                            | Portoviejo                       | Portoviejo |

|       | 27 augusti 2015 | Paraguay                                                       | 5 – 2 | Chile                               | Complejo Deportivo La California |            |
| 17:00 | 17:00           | Juan Adrián Salas ?′, ?′, ?′ Nicolás Zaffe ?′ Magno Pereira ?′ |       | Frank Carrasco ?′ Carlos Arriola ?′ | Portoviejo                       | Portoviejo |
| 17:00 | 17:00           |                                                                |       |                                     | Portoviejo                       | Portoviejo |
| 17:00 | 17:00           |                                                                |       |                                     | Portoviejo                       | Portoviejo |

|       | 27 augusti 2015 | Ecuador              | 1 – 5 | Argentina                                                                    | Complejo Deportivo La California |            |
| 21:00 | 21:00           | Darío Meza ?′ (str.) |       | Matías Kruger ?′, ?′ Lucho González ?′ Alamiro Vaporaki ?′ Gonzalo Abdala ?′ | Portoviejo                       | Portoviejo |
| 21:00 | 21:00           |                      |       |                                                                              | Portoviejo                       | Portoviejo |
| 21:00 | 21:00           |                      |       |                                                                              | Portoviejo                       | Portoviejo |

#### Grupp B
| Nr | Lag       | S | V | O | F | GM | IM | MS | P |
| -- | --------- | - | - | - | - | -- | -- | -- | - |
| 1  | Brasilien | 3 | 3 | 0 | 0 | 11 | 2  | +9 | 9 |
| 2  | Colombia  | 3 | 2 | 0 | 1 | 5  | 4  | +1 | 6 |
| 3  | Uruguay   | 3 | 0 | 1 | 2 | 5  | 9  | −4 | 1 |
| 4  | Venezuela | 3 | 0 | 1 | 2 | 3  | 9  | −6 | 1 |

|       | 24 augusti 2015 | Colombia                          | 2 – 0 | Venezuela | Complejo Deportivo La California       |                                        |
| 15:00 | 15:00           | Johan Vivares ?′ Angellot Caro ?′ |       |           | Portoviejo Domare: César Malaga (Peru) | Portoviejo Domare: César Malaga (Peru) |
| 15:00 | 15:00           |                                   |       |           | Portoviejo Domare: César Malaga (Peru) | Portoviejo Domare: César Malaga (Peru) |
| 15:00 | 15:00           |                                   |       |           | Portoviejo Domare: César Malaga (Peru) | Portoviejo Domare: César Malaga (Peru) |

|       | 24 augusti 2015 | Brasilien                                   | 4 – 1 | Uruguay         | Complejo Deportivo La California |            |
| 19:00 | 19:00           | Dieguinho ?′, ?′ Leandro Simi ?′ Jackson ?′ |       | Alexis Otero ?′ | Portoviejo                       | Portoviejo |
| 19:00 | 19:00           |                                             |       |                 | Portoviejo                       | Portoviejo |
| 19:00 | 19:00           |                                             |       |                 | Portoviejo                       | Portoviejo |

|       | 25 augusti 2015 | Uruguay                                    | 2 – 2 | Venezuela                               | Complejo Deportivo La California |            |
| 17:00 | 17:00           | Santiago Blankleider ?′ Nicolás Ordaqui ?′ |       | Wilfredo Figueroa ?′ Johan Quinteros ?′ | Portoviejo                       | Portoviejo |
| 17:00 | 17:00           |                                            |       |                                         | Portoviejo                       | Portoviejo |
| 17:00 | 17:00           |                                            |       |                                         | Portoviejo                       | Portoviejo |

|       | 25 augusti 2015 | Brasilien         | 2 – 0 | Colombia | Complejo Deportivo La California |            |
| 21:00 | 21:00           | Xuxa ?′ Gadeia ?′ |       |          | Portoviejo                       | Portoviejo |
| 21:00 | 21:00           |                   |       |          | Portoviejo                       | Portoviejo |
| 21:00 | 21:00           |                   |       |          | Portoviejo                       | Portoviejo |

|       | 27 augusti 2015 | Colombia                              | 3 – 2 | Uruguay                                    | Complejo Deportivo La California |            |
| 15:00 | 15:00           | Angellot Caro 2′, 39′ Yulián Díaz 38′ |       | Santiago Blankleider ?′ Ignacio Salgues ?′ | Portoviejo                       | Portoviejo |
| 15:00 | 15:00           |                                       |       |                                            | Portoviejo                       | Portoviejo |
| 15:00 | 15:00           |                                       |       |                                            | Portoviejo                       | Portoviejo |

|       | 27 augusti 2015 | Brasilien                                    | 5 – 1 | Venezuela      | Complejo Deportivo La California |            |
| 19:00 | 19:00           | Thiaguinho ?′ Pito ?′, ?′ Rodrigo ?′ Ciço ?′ |       | José Falcón ?′ | Portoviejo                       | Portoviejo |
| 19:00 | 19:00           |                                              |       |                | Portoviejo                       | Portoviejo |
| 19:00 | 19:00           |                                              |       |                | Portoviejo                       | Portoviejo |

### Utslagsspel

#### Match om sjundeplats
| 17    | 29 augusti 2015 | Peru                               | 2 – 7 | Venezuela                                                                                         | Complejo Deportivo La California |            |
| 15:00 | 15:00           | Martín Herrera ?′ Renzo Ramírez ?′ |       | Rosward Manzanares ?′, ?′ Carlos Polo ?′, ?′ Paolo Sánchez ?′ Kevin Rengifo ?′ Edgar Rodríguez ?′ | Portoviejo                       | Portoviejo |
| 15:00 | 15:00           |                                    |       |                                                                                                   | Portoviejo                       | Portoviejo |
| 15:00 | 15:00           |                                    |       |                                                                                                   | Portoviejo                       | Portoviejo |

#### Match om femteplats
| 18    | 29 augusti 2015 | Uruguay | 0 – 2 | Chile                                     | Complejo Deportivo La California |            |
| 17:00 | 17:00           |         |       | Juan Antonio Carrasco ?′ Milenko Pávez ?′ | Portoviejo                       | Portoviejo |
| 17:00 | 17:00           |         |       |                                           | Portoviejo                       | Portoviejo |
| 17:00 | 17:00           |         |       |                                           | Portoviejo                       | Portoviejo |

#### Semifinaler
| 19    | 29 augusti 2015 | Paraguay                              | 3 – 1 | Colombia               | Complejo Deportivo La California |            |
| 19:00 | 19:00           | René Villalba ?′, ?′ Emanuel Ayala ?′ |       | Andrés Camilo Reyes ?′ | Portoviejo                       | Portoviejo |
| 19:00 | 19:00           |                                       |       |                        | Portoviejo                       | Portoviejo |
| 19:00 | 19:00           |                                       |       |                        | Portoviejo                       | Portoviejo |

| 20    | 29 augusti 2015 | Brasilien                              | 2 – 2                      | Argentina                                     | Complejo Deportivo La California |            |
| 21:00 | 21:00           | Leandro Simi ?′ Gadeia ?′              |                            | Santiago Basile ?′ (str.) Matías Kruger ?′    | Portoviejo                       | Portoviejo |
| 21:00 | 21:00           |                                        |                            |                                               | Portoviejo                       | Portoviejo |
| 21:00 | 21:00           | Jackson Rodrigo Dovenir Domingues Neto | Straffsparksläggning 2 – 3 | Santiago Basile Gonzalo Abdala Lucho González | Portoviejo                       | Portoviejo |

#### Match om tredjepris
| 21    | 30 augusti 2015 | Colombia           | 1 – 5 | Brasilien                                        | Complejo Deportivo La California |            |
| 15:00 | 15:00           | Luis Barreneche ?′ |       | Jackson ?′ Rodrigo ?′, ?′ Dieguinho ?′ Arthur ?′ | Portoviejo                       | Portoviejo |
| 15:00 | 15:00           |                    |       |                                                  | Portoviejo                       | Portoviejo |
| 15:00 | 15:00           |                    |       |                                                  | Portoviejo                       | Portoviejo |

#### Final
| 22    | 30 augusti 2015 | Paraguay         | 1 – 4 | Argentina                                                              | Complejo Deportivo La California |            |
| 17:30 | 17:30           | Nicolás Zaffe ?′ |       | Damián Stazzone ?′ Gonzalo Abdala ?′ Alamiro Vaporaki ?′ Lucas Bolo ?′ | Portoviejo                       | Portoviejo |
| 17:30 | 17:30           |                  |       |                                                                        | Portoviejo                       | Portoviejo |
| 17:30 | 17:30           |                  |       |                                                                        | Portoviejo                       | Portoviejo |